# 2016年5月逝世人物列表
2016年逝世人物列表：1月 - 2月 - 3月 - 4月 - 5月 - 6月 - 7月 - 8月 - 9月 - 10月 - 11月 - 12月
2016年5月逝世人物列表，是用于汇总2016年5月期间逝世人物的列表。

## 依日期排序

### 31日
- 陳葦洲，年齡不詳，台灣企業家、復興航空總經理。[1]
- 保育鈞，74岁，前中華全國工商業聯合會副主席、中華全國報紙行業經營管理協會會長，病逝。[2]
- 穆罕默德·阿卜杜勒-阿齊茲（阿拉伯語：محمد عبد العزيز），68歲，西撒哈拉政治人物，西撒哈拉前总统（1976-2016），死於肺癌。[3]
- 安東尼奧·英韋托·巴雷拉（英语：Antonio Imbert Barrera），95歲，多明尼加政治人物，前總統，死於肺癌。[4]
- 申亮亮，29歲，中国赴马里维和工兵分队战士，上士军衔，遭遇恐怖袭击殉职[5]。

### 30日
- 賈華維·高達（英语：Javare Gowda），100歲，印度作家，死於心臟衰竭。[6]
- 詹姆斯·克耐普（英語：James Knepper），84歲，美國政治人物，前賓夕法尼亞州眾議院議員。[7]
- 湯姆·利西亞克（英语：Tom Lysiak），63歲，加拿大冰球運動員（芝加哥黑鷹），死於白血病。[8]
- 芮效卫（英語：David Tod Roy），83岁，美国汉学家，死於渐冻人症。[9]

### 29日
- 田智宣，56歲，台灣花蓮市市長，死於肺癌。[10]
- T·馬歇爾·哈恩（T. Marshall Hahn），89歲，美國大學管理人，前弗吉尼亚理工学院暨州立大学校長。[11]
- 唐·麥克內（Don McNay），57歲，美國金融作家。[12]

### 28日
- 布莱斯·德贾恩-琼斯（英語：Bryce Dejean-Jones），24岁，美国NBA联盟职业篮球运动员，死於枪击。[13]
- 吉奧吉歐·阿爾比基（義大利語：Giorgio Albertazzi），92岁，意大利演员、导演。[14]
- 束怀德，84岁，中央政法委员会原委员、秘书长，中央社会治安综合治理委员会原委员、办公室主任，病逝[15]。
- 斯坦利·伯克（Stanley Burke），93歲，加拿大電視台記者。[16]
- 愛德華·奧哈拉（Edward O'Hara），78歲，英國政治人物，前英國下議院南諾斯利選區（英语：Knowsley South (UK Parliament constituency)）議員。[17]
- 杉崎由佳（日語：杉崎 由佳），26歲，日本動畫作畫監督。[18]

### 27日
- 羅明珠，原名羅皓茵，47歲，香港演員。[19]
- 陈能宽，93岁，原中国工程物理研究院副院长，中国“两弹一星”元勋，中国科学院院士。[20]
- 王世真，100岁，中国核医学奠基人，北京协和医院核医学科教授，中国科学院院士。[21]
- 王又曾，89歲，力霸集團負責人，台灣「十大通緝經濟罪犯要犯」之一，死於车祸。[22]
- 讓-克洛德·德科（英语：Jean-Claude Decaux），78歲，法國億萬富翁廣告商，德高集團CEO。[23]
- 弗朗齐歇克·雅库贝茨（捷克語：František Jakubec），60歲，捷克足球運動員。[24]
- 張義雄,101歲，台灣畫家，嘉義人。[25]

### 26日
- 洛里斯·弗朗切斯科·卡波維拉（義大利語：Loris Francesco Capovilla），100岁，意大利籍天主教司鐸級樞機。[26]
- 盧·格拉斯米克（Lou Grasmick），91歲，美國棒球運動員（費城費城人）及商人。[27]
- 阿圖羅·波馬爾（英语：Arturo Pomar），84歲，西班牙國際象棋大師。[28]

### 25日
- 古金水，56歲，台灣十項全能運動員。[29]
- 杨绛，本名杨季康，104岁，中国作家、文学翻译家、外国文学研究家，钱锺书夫人。[30]
- 伊恩·吉布森（英语：Ian Gibson (footballer, born 1943)）（Ian Gibson），73歲，蘇格蘭足球運動員（卡迪夫城、考文垂、米德尔斯堡）。[31]（死亡公布日期）
- 佩吉·斯賓塞（Peggy Spencer），95，英國舞蹈家。[32]

### 24日
- 布克·卡特里安（Buck Kartalian），93歲，美國演員（《人猿星球》、《铁窗喋血》、《絕地任務》）。[33]
- 梅爾·拉撒路（Mell Lazarus），89歲，美國漫畫家。[34]
- 陳仰聖，46歲，攝影師，臺灣護樹志工，創立桃園自然生態教育協會，做網路節目宣講環保理念。[35][36]

### 23日
- 理查德·馬科特（英语：Richard Marcotte），69歲，加拿大政治人物，前馬斯庫斯（英语：Mascouche）市長，死於癌症。[37]
- 理努嘉罕·贝格姆（英语：Nurjahan Begum），90歲，孟加拉記者。[38]

### 22日
- 巴塔·日沃伊诺维奇，83岁，塞尔维亚及前南斯拉夫著名演员，曾在《瓦尔特保卫萨拉热窝》中扮演瓦尔特[39]。
- 湯姆·達利因（Tom DeLeone），65歲，美國美式足球運動員（克里夫兰布朗、辛辛那提孟加拉虎），死於腦癌。[40]
- 里奧羅麗達·奧喬亞（英语：Leonorilda Ochoa），76歲，墨西哥女演員，死於腦退化症。[41]

### 21日
- 毛拉·阿赫塔尔·穆罕默德·曼苏尔，53岁，阿富汗塔利班领袖，被美军无人机炸死[42]。
- 洛恩·克拉克（Lorne Clarke），87歲，加拿大律師，前諾華斯高沙省最高法院（英语：Nova Scotia Supreme Court）首席大法官。[43]
- 赫爾曼·塞拉諾·平托（英语：Germán Serrano Pinto），75歲，哥斯達黎加政治人物，前副總統（英语：Vice President of Costa Rica）。[44]
- 陶里奇·尚多尔（匈牙利語：Tarics Sándor），102歲，匈牙利水球運動員，1936年夏季奥林匹克运动会金牌得主。[45]

### 20日
- 約翰·戴維·傑克遜（英語：John David Jackson），91歲，美國物理學家。著名於其所編著之古典電磁學課本[46]。
- 姜錫柱（韓語：강석주），76歲，北韓外交、政治人物，曾任朝鮮外務省第一副相、勞動黨中央委員會書記，死於食道癌。[47]
- 瓦西里·杜塔（英语：Vasile Duță），60歲，羅馬尼亞律師及政治人物，前参议員，死於肺癌。[48]
- 雅格亞·杜特·夏爾馬（英语：Yagya Datt Sharma (Politician)），80歲，印度政治政治人物，前中央邦議會（英语：Madhya Pradesh Legislative Assembly）議員。[49]

### 19日
- 郭颂，85岁，中国男高音歌唱家，代表作有《乌苏里船歌》、《新货郎》等。[50]
- 胡宏纹，91岁，中国有机化学家，化学教育家，南京大学教授，中国科学院院士。[51]
- 金信，93歲，韓國前空軍參謀總長、駐中華民國（台灣）大使、國會議員及交通部長。[52]
- 辛迪·尼古拉斯（Cindy Nicholas），58歲，加拿大長途游泳運動員和政治人物，死於肝癌。[53]
- 唐納德·斯內爾格羅夫（Donald Snelgrove），91歲，英國聖公會牧師。[54]

### 18日
- 弗里茨·施特恩（英语：Fritz Stern），90歲，德國出生的美國歷史學家。[55]
- 利諾·托佛羅（英语：Lino Toffolo），81歲，意大利演員及歌手。[56]

### 17日
- 金在淳（朝鲜语：김재순 (정치인)），92歲，韓國政治人物，前韩国国会鐵原郡（朝鲜语：철원군의 국회의원）議員。[57]
- 肖恩·阿達（英语：Seán Ardagh），68歲，愛爾蘭政治人物，前爱尔兰下议院都柏林中南選區（英语：Dublin South-Central (Dáil Éireann constituency)）議員。[58]
- 亞歷山德魯·納普山（英语：Alexandru Lăpușan），61歲，羅馬尼亞政治人物，前代日市長、眾議員與農業部和農村發展部長。[59]
- 水谷優子（日語：水谷 優子），本名西久保優子（日語：西久保 優子），51岁，日本声优，死於乳腺癌[60]。
- 式場壯吉（日語：式場 壮吉），77歲，日本企業家、前賽車手，旅日台灣藝人歐陽菲菲的丈夫。[61]
- 周南京，83岁，中国华侨华人领域研究专家。[62][63]

### 16日
- 吉姆·麦克米兰（James M. McMillian），68岁，美国NBA联盟的前职业篮球运动员。[64]
- 乔万尼·科帕（義大利語：Giovanni Coppa），90岁，意大利天主教会枢机。[65]
- 羅伯特·「鮑比」·弗里曼（Robert "Bobby" Freeman），82歲，美國政治人物，前路易斯安那州副州長（英语：Lieutenant Governor of Louisiana）。[66]
- 大衛·倫德爾（David Rendel），67歲，英國政治政治人物，前英國下議院紐伯里選區議員，死於癌症。[67]
- 莫利·塞弗（Morley Safer），84岁，美國資深新聞人。[68]
- 沈寂，92歲，著名海派作家、電影人、出版家。[69]
- 容永泰，92岁，中國水泥工业设计研究院前副总工程师。[70]

### 15日
- 胡继成，101岁，中国人民解放军开国少将[71]。
- 朱多荷（朝鲜语：주다하），30歲，韓國賽車女郎，死於車禍。[72]
- 奧雅·愛噹（英语：Oya Aydoğan），59歲，土耳其女演員、模特兒和電視節目主持人，死於主動脈瘤。[73]
- 部比·佩肖托（英语：Cauby Peixoto），85歲，巴西歌手，死於肺炎。[74]
- 顧思妤，25歲，臺灣模特兒，隸屬伊林娛樂，潛水時嗆水意外身亡。[75]
- 李崇道（Lee, Robert Chung-tao），92歲，中華民國畜產獸醫界專家，曾任農復會與農發會主任委員。[76]

### 14日
- 杨之光，86歲，中国著名画家，广州美术学院教授。[77]
- 雅羅斯拉夫·馬利納（英语：Jaroslav Malina (scenographer)），78歲，捷克舞台設計師和畫家，死於心臟病發。[78]
- 蒙蒂格爾·斯特恩斯（Monteagle Stearns），91歲，美國外交官，前駐希臘大使（英语：United States Ambassador to Greece）及象牙海岸大使（英语：United States Ambassador to Ivory Coast）。[79]

### 13日
- 巴斯特·庫珀（Buster Cooper），87歲，美國爵士樂長號手，死於前列腺癌。[80]
- 迪克·麥考利夫（Dick McAuliffe），76歲，美國棒球運動員（底特律老虎）。[81]

### 12日
- 蜷川幸雄（日語：蜷川 幸雄），80歲，日本劇場導演、電影導演、演員。知名攝影師蜷川實花的父親。[82]
- 吳美雲，72歲，臺灣漢聲雜誌社創辦人之一。[83]
- 亞歷山大親王（英语：Prince Alexander of Yugoslavia (born 1924)），91歲，塞爾維亞王室成员。[84]
- 德爾·拉塔（Del Latta），96歲，美國政治人物，前俄亥俄州聯邦眾議員。[85]
- 蘇珊娜·瓊斯（Susannah Jones），116歲，美國女性人瑞，被金氏世界紀錄認定為世界最長壽的人瑞。[86]
- 简稚澄，32歲，臺灣桃園市動物保護教育園區（動物收容所）園長，自殺身亡。[87]

### 11日
- 穆蒂·拉赫曼·尼扎米，73岁，孟加拉国政治人物、孟加拉国伊斯兰大会党（英语：Bangladesh Jamaat-e-Islami）前领导人，死於绞刑。[88]
- 石应康，65岁，中国四川华西医院前院长，坠楼身亡。[89]
- 彼德·貝倫斯（英语：Peter Behrens (musician)），68歲，德國音樂家，死於多重器官衰竭。[90]
- 喬·坦珀利（Joe Temperley），86歲，蘇格蘭薩克斯手。[91]

### 10日
- 鄭捷 (臺灣)，23歲，台灣死刑犯、2014年臺北捷運隨機殺人事件主犯，槍決伏法。[92]
- 姜英勋（韓語：강영훈），94岁，韩国前总理（1988-1990）。[93]
- 莎莉·布蘭普頓（Sally Brampton），60歲，英國作家與雜誌主編（《ELLE》），自殺身亡。[94]
- 馬克·蓮恩（英语：Mark Lane (author)）（Mark Lane），89歲，美國律師，死於心臟病發。[95]
- 石屏，82岁，中国飞机设计专家，工程院院士。[96]

### 9日
- 张藜，83岁，中国词作家。[97]
- 瓦爾特·萊斯勒·基普（英语：Walther Leisler Kiep），90歲，德國政治人物，前联邦众议院議員。[98]
- 羅納德·W·沃克（Ronald W. Walker），76歲，美國歷史學家，死於淋巴瘤。[99]
- 王东洲，67岁，中国政治人物，曾任四川省成都市人大常委会主任。[100]

### 8日
- 方又榮（朝鲜语：방우영），88歲，韓國記者與企業家。[101]
- 喬治·羅斯（英语：George Ross (footballer, born 1943)）（George Ross），73歲，英國足球運動員（普雷斯顿）。[102]
- 約翰·斯黛博（英语：John Stabb (musician)）（John Stabb），54歲，美國朋克音樂家，死於胃癌。[103]（死亡公布日期）
- 李世济，83岁，中国著名京剧表演艺术家。[104]
- 汤姆·麦克·阿波斯托（Tom Mike Apostol），92岁，美国解析数论学家。[105]
- 张怀信，91岁，中国籍天主教主教。[106]

### 7日
- 陈仲伟，60岁，广东省人民医院口腔科原行政主任，5月5日被一名患者砍伤，抢救无效后逝世。[107]
- 具泰會（朝鲜语：구태회），92歲，韓國企業家與政治人物，前韩国国会晉州市（朝鲜语：진주시의 국회의원）議員。[108]
- 安·戴（英語：Ann Day），77歲，美國政治人物，前亞利桑那州參議院議員，死於交通意外。[109]
- 穆罕默德-阿里·侯賽因紮達（英语：Mohammad-Ali Hosseinzadeh），39歲，伊朗政治人物，死於交通意外。[110]
- 尼基塔·斯特魯維（俄语：Струве, Никита Алексеевич），85歲，法國文學批評家和出版商。[111]
- 阎洪臣，81歲，中国农工民主党第十一届、十二届、十三届中央委员会副主席，吉林省政协原副主席。[112]

### 6日
- 何偉途，57歲，香港觀塘區前議員，2004年香港立法會選舉九龍東候選人，死於肝癌。[113]
- 釋永惺，91歲，香港佛教聯合會榮譽會長、香港菩提學會會長、香港西方寺開山、傳天台宗第四十五代教觀總持。[114]
- 林兆明，87岁，中国著名粤语讲古大师，国家一级演员，肺部感染。[115]
- 派屈克·文肯（法語：Patrick Ekeng），26歲，喀麥隆足球運動員（布加勒斯特迪納摩），比賽中心臟病發猝死。[116]
- 大衛·霍爾（英语：David Hall (Oklahoma governor)）（David Hall），85歲，美國政治人物，前奧克拉荷馬州州長（英语：Governor of Oklahoma），中風。[117]
- 瑪戈特·費斯特（英语：Margot Honecker），89歲，東德政治人物，前人民教育部長及第一夫人。[118]
- 約翰尼·約安諾（Johnny Joannou），76歲，美國政治人物，前弗吉尼亚州众议院與參議院議員，死於肺癌。[119]

### 5日
- 诺丽雅卡斯农，52岁，马来西亚种植与原产业部副部长兼大港国会议员，直升机失事而罹难。[120]
- 旺凯利尔，56岁，马来西亚霹雳州江沙国会议员，直升机失事而罹难。[121]
- 吳世永（朝鲜语：오세영 (만화가)），61歲，韓國漫畫家。[122]
- 貝尼托·科基（英语：Benito Cocchi），81歲，意大利羅馬天主教主教，前天主教摩德纳-诺南托拉总教区大主教。[123]
- 冨田勳（日語：冨田 勲），84歲，日本作曲家，死於心臟衰竭。[124]

### 4日
- 讓·巴蒂斯特·巴加扎（法語：Jean-Baptiste Bagaza），69歲，蒲隆地前總統（死亡公布日期）。[125]
- 罗伯特·班尼特（Bob Bennett），82歲，美國政治人物，前猶他州聯邦參議員，死於胰腺癌。[126]
- 朱塞佩·法拉卡（英语：Giuseppe Faraca），56歲，意大利單車賽車手。[127]
- 歐萊·朗史東（英语：Olle Ljungström），54歲，瑞典歌手和吉他手。[128]

### 3日
- 范立礎，82歲，中國橋樑結構和抗震專家，中國工程院院士[129]。
- 原田要（日語：原田 要），99歲，日本退役士兵，日本第二次世界大戰王牌飛行員。[130]
- 阿貝爾·費爾南德斯（Abel Fernandez），85歲，美國演員。[131]
- 托馬斯·W·里伯斯（Thomas W. Libous），63歲，美國政治人物，前纽约州参议院議員，癌症。[132]
- 高山，54岁，中国地球化学家，中国工程院院士，死於肺癌。[133]

### 2日
- 松智洋（日語：松 智洋），43歲，日本輕小說作家，《要聽爸爸的話！》和《嬌蠻貓娘大橫行》的作者，死於肝癌。[134]
- 喬納森·凱納（Jonathan Cainer），58歲，英國占星家，死於心臟衰竭。[135]
- 巴爾拉傑·瑪德賀克（英语：Balraj Madhok），96歲，印度政治人物，前印度人民同盟黨魁。[136]
- 卡雷爾·佩奇科（英语：Karel Pečko），95歲，斯洛文尼亞藝術家。[137]
- 艾尔·法拉利（英語：Albert R. Ferrari），83岁，美国NBA联盟职业篮球运动员，长期效力于圣路易斯鹰队。[138]

### 1日
- 所羅門·格倫布（Solomon Golomb），83歲，美國數學家，騎獸跳棋、格倫布數列和格倫布編碼的創作者。
- 尼克拉斯·法伊爾阿本德（德语：Niklas Feierabend），19歲，德國足球運動員（汉诺威96），死於交通意外。[139]
- 讓-瑪麗·吉羅（英语：Jean-Marie Girault），90歲，法國政治人物，前卡昂市長。[140]
- 范濂，97岁，中华人民共和国政治人物、农学家[141]。
- 瑪德琳·勒博（Madeleine LeBeau），92歲，演員，1942年電影《北非諜影》最後一位辭世的主要演員。[142][143]